# スティーブン・モヤ
- スティーブン・モーヤ

スティーブン・モヤ・メルセデス（Steven Moya Mercedes、1991年8月9日 - ）は、プエルトリコ・リオ・ピエドラス出身でドミニカ共和国国籍のプロ野球選手（外野手）。右投左打。台鋼ホークス所属。
愛称はトロ（スペイン語で「雄牛」を表す）、モヤ様。台鋼ホークスでの登録名は魔鷹。

## 経歴

### プロ入り前
プエルトリコにて、ドミニカ共和国ラ・ロマーナ出身の父親とアト・マジョール出身の母親の間に生まれた。両親は園芸家で、生まれて2か月後に両親の故郷であるドミニカ共和国に移住した。

### プロ入りとタイガース時代

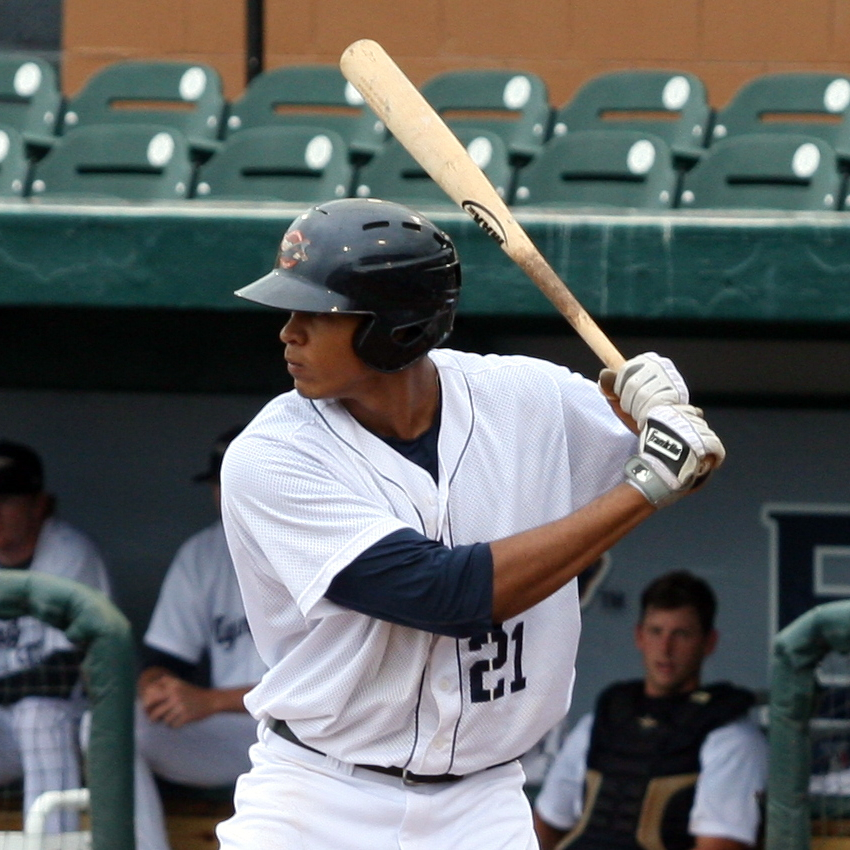
A+レイクランド時代

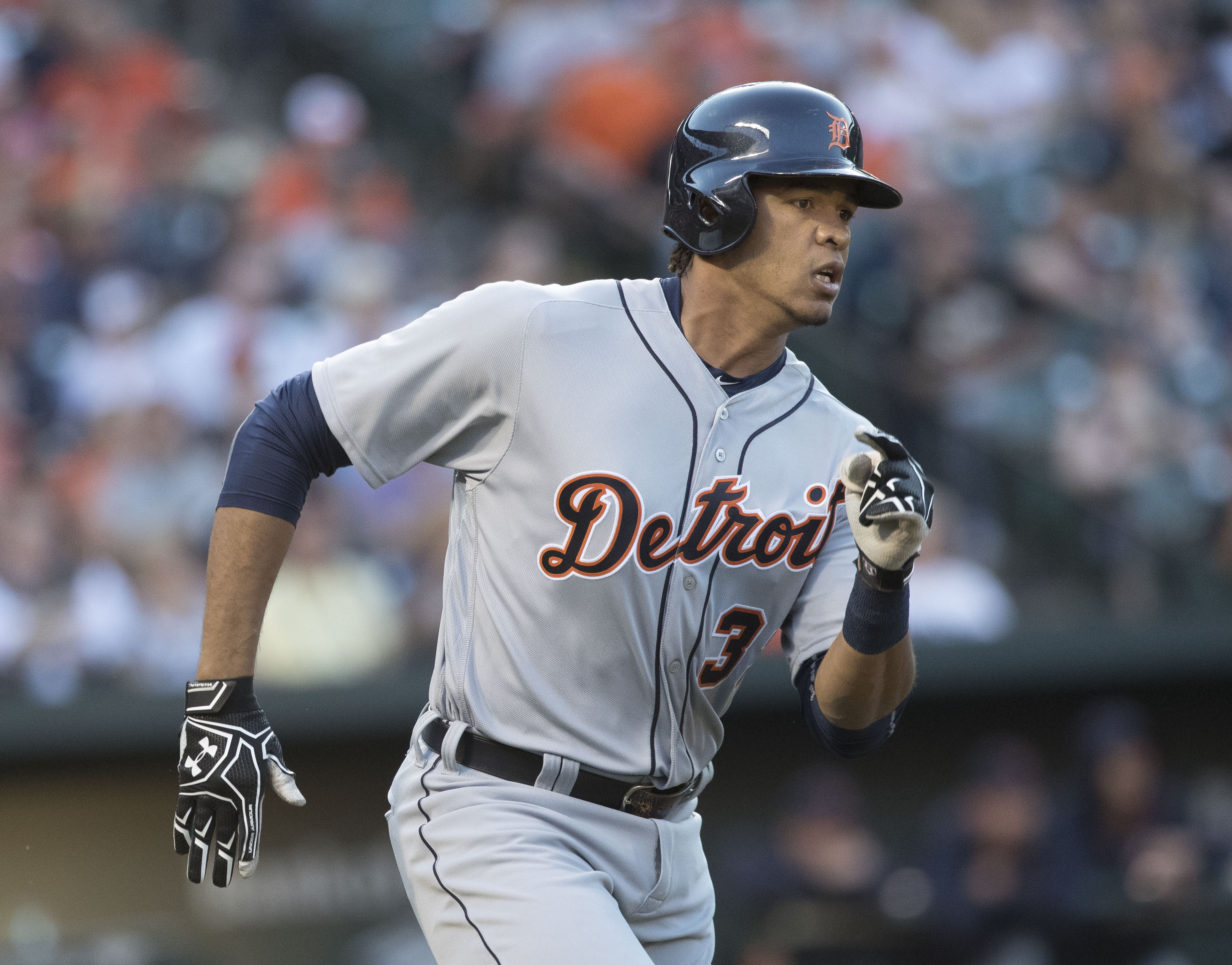
タイガース時代（2016年5月13日）

2008年10月1日にデトロイト・タイガースと契約。
2009年に傘下のルーキー級ドミニカン・サマーリーグ・タイガースでプロデビューし、60試合に出場して打率.252・6本塁打・33打点・4盗塁の成績を残した。
2010年はルーキー級ガルフ・コーストリーグ・タイガースでプレーし、40試合に出場して打率.190・2本塁打・11打点の成績を残した。
2011年はA級ウェストミシガン・ホワイトキャップスでプレーし、86試合に出場して打率.204・13本塁打・39打点・1盗塁の成績を残した。
2012年もA級ウェストミシガンでプレーしたが、故障離脱してトミー・ジョン手術を受けた。さらに、左肩の挫傷、右ハムストリング痛などの怪我が相次ぎ、59試合の出場にとどまった。打率.288・9本塁打・27打点・5盗塁の成績を残した。
2013年はA+級レイクランド・フライングタイガースでプレーし、93試合に出場して打率.255・12本塁打・55打点・6盗塁の成績を残した。オフにはメジャー契約を結び、メジャーロースター40人枠に登録された。
2014年はAA級イースタンリーグのエリー・シーウルブズでプレーし、オールスターゲームにも出場してMVPに選出された。同年は133試合に出場して打率.276・35本塁打・105打点・16盗塁の成績を残し、レギュラーシーズンでもMVPに選出された。9月1日にメジャー初昇格を果たし、同日のクリーブランド・インディアンス戦でオースティン・アダムスからメジャー初打席初安打を放った。この年メジャーでは11試合に出場して打率.375の成績を残した。オフにはアリゾナ・フォールリーグに参加し、グレンデール・デザートドッグスに所属した。
2015年はA+級レイクランドとAAA級トレド・マッドヘンズでプレーし、2球団合計で135試合に出場して打率.243・23本塁打・82打点・5盗塁の成績を残した。ロースター拡大後の9月8日にメジャー昇格した。この年メジャーでは9試合に出場して打率.182の成績を残した。
2016年はメジャーで31試合に出場。打率.255・5本塁打・11打点に加えて長打率.500を記録した。
2017年3月31日に40人枠を外れる形で傘下のAAA級トレドへ配属された。

### 中日時代

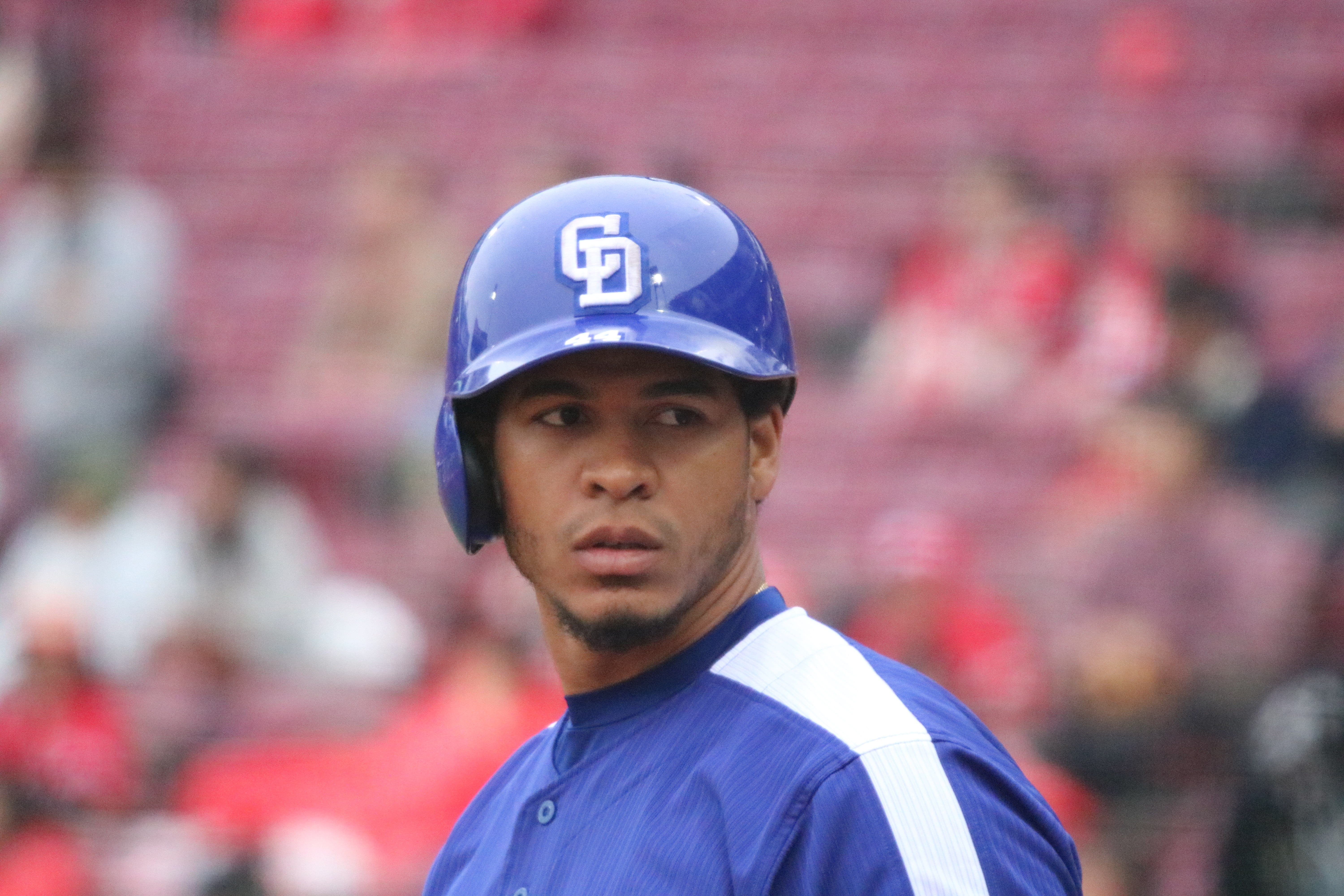
中日ドラゴンズ時代

2017年12月26日、中日ドラゴンズからソイロ・アルモンテと同時に翌年の契約を結んだことが発表された。背番号は44。MLBでは「右投左打」で登録されていたが、中日入団時から「右投両打」の登録となる。
2018年の北谷春季キャンプでは右打席にも取り組んでいたが、首脳陣の方針によりスイッチヒッターを断念し、オープン戦以降は左打席に専念する。シーズン開始当初は外国人枠の関係で二軍だったが、ダヤン・ビシエドがアメリカ合衆国の市民権取得手続きでチームを離れたため、2018年4月20日、対広島カープ戦（ナゴヤドーム）で「4番・一塁手」としてNPB公式戦に初出場。来日するまで一塁手の経験がなく、ウエスタンリーグでも8日から7試合で守備に就いただけだったが無難にこなし、打撃も3試合で13打数9安打4打点1本塁打、打率6割9分2厘で3連勝に貢献した。外国人枠の関係やケガもあり、46試合の出場に留まったものの、2019年シーズンも残留することとなった。
2019年も外国人枠の関係で二軍スタートとなったが、好調を維持していたことから、5月24日に一軍登録され、「6番・右翼手」としてスタメン出場、26日に決勝本塁打を放ち、お立ち台に上がった。しかし、同年の中日では、先発にエンニー・ロメロ、中継ぎにライデル・マルティネス及びジョエリー・ロドリゲスと投手に外国人枠を3つ割き、残る1枠には主砲のダヤン・ビシエドがいたため、モヤの一軍での出場機会は限定されていた。

### オリックス時代
2019年6月30日、オリックス・バファローズへの金銭トレードが発表された。背番号は1。オリックスではクリス・マレーロの不振、ステフェン・ロメロの故障、ジョーイ・メネセスの出場停止処分など、主軸候補の外国人の戦線離脱が相次いでおり、打開策として中日では出場機会が限られていたモヤに白羽の矢が立てられた。また、同時に中日から松井雅人・松井佑介、オリックスから松葉貴大・武田健吾の2対2トレードも発表されており、事実上の3対2＋金銭の大型トレードとなった。
7月3日に出場選手登録されると、同日の対千葉ロッテマリーンズ戦（京セラドーム大阪）に「6番・一塁手」で先発出場。2回裏の移籍後第1打席でマイク・ボルシンガーから移籍後初本塁打を放った。同一シーズンでセ・パ両リーグで本塁打を放ったのは史上4人目。その後は主に5番・4番打者として起用され、オリックス移籍後64試合出場で打率.244、10本塁打、35打点の成績を残した。オフには第2回WBSCプレミア12のドミニカ共和国代表から打診が来たが、翌年のオリックスでのスケジュールの都合で辞退している。
2020年より登録を「右投左打」、ユニフォームの背ネームが「Moya」から「S.Moya」に変更。
2021年は本塁打と打点でキャリアハイの成績をマークし、チームのリーグ優勝に貢献。東京ヤクルトスワローズとの日本シリーズでは第1戦の7回に代打で出場し、奥川恭伸から同点となる初打席本塁打を放った。また、第4戦、第5戦でも代打で安打を放ち、日本シリーズ史上3人目となる代打で3安打、および代打として3打席連続安打となった。12月2日に自由契約公示された。

### メキシカンリーグ・独立リーグ時代
2022年1月6日にリーガ・メヒカーナ・デ・ベイスボル（メキシカンリーグ）のティフアナ・ブルズと契約した。試合出場はなかった。
2023年3月7日にアトランティックリーグのガストニア・ハニーハンターズと契約した。ガストニアでは11試合に出場して、打率.432、7本塁打、19打点という驚異的な成績を残した。同年5月16日にリーガ・メヒカーナ・デ・ベイスボルのモンクローバ・スティーラーズと契約したが、モンクローバではわずか3試合の出場だった。同年8月1日にアトランティックリーグのガストニア・ハニーハンターズに復帰した。

### ベースボール・ユナイテッド時代
同年10月23日、2024年秋以降にリーグ開始予定の中東・南アジアのベースボール・ユナイテッドのドラフト会議にて、カラチ・モナークスより1巡目（全体2位）で指名を受けた。同日に背番号7のユニフォームを持ち、笑顔を見せる動画がリーグ公式SNSに投稿されている。

### 台鋼時代
2024年1月24日、台湾プロ野球の台鋼ホークスと契約した。登録名は魔鷹。2024年7月21日、CPBLオールスターゲームのホームランコンテストで優勝。シーズンでは115試合に出場して打率.294、30本塁打、99打点を記録し、本塁打王と打点王に輝いたほか、指名打者部門でベストナインに選ばれた。

## 選手としての特徴・人物
201cmの長身と長いリーチを活かした打撃が特長であり、多少のボール球にもバットを届かせヒットゾーンに飛ばすことができる。その一方、インコース高めのゾーンを苦手としている。また中日時代の監督である森繁和は、モヤは打席に立った際に標準的な体格の打者より膝の位置が高いために、投手が通常の感覚で低めに投げ込んだ球がボールと判定されてしまい、攻めづらさがあると分析している。
外野手登録ながら一塁の守備に就く機会も多いが、一塁手は来日後の中日時代に初めて挑戦したという。
日本へはアメリカに妻子を残して単身赴任しており、中日時代にはナゴヤドームでの試合後に、隣接する大型ショッピングセンター（イオンモールナゴヤドーム前）にて自炊のための食材を買い込む姿が度々目撃されていた。オリックスへの移籍が決まった際も、本拠地の京セラドーム大阪の近隣に同じくイオンモール（イオンモール大阪ドームシティ）があることを報道陣から知らされ、安堵のコメントを寄せている。

## 詳細情報

### 年度別打撃成績
| 年 度     | 球 団      | 試 合 | 打 席 | 打 数 | 得 点 | 安 打 | 二 塁 打 | 三 塁 打 | 本 塁 打 | 塁 打 | 打 点 | 盗 塁 | 盗 塁 死 | 犠 打 | 犠 飛 | 四 球 | 敬 遠 | 死 球 | 三 振 | 併 殺 打 | 打 率 | 出 塁 率 | 長 打 率 | O P S |
| --------- | ---------- | ----- | ----- | ----- | ----- | ----- | -------- | -------- | -------- | ----- | ----- | ----- | -------- | ----- | ----- | ----- | ----- | ----- | ----- | -------- | ----- | -------- | -------- | ----- |
| 2014      | DET        | 11    | 8     | 8     | 2     | 3     | 0        | 0        | 0        | 3     | 0     | 0     | 0        | 0     | 0     | 0     | 0     | 0     | 2     | 0        | .375  | .375     | .375     | .750  |
| 2015      | DET        | 9     | 25    | 22    | 1     | 4     | 0        | 1        | 0        | 6     | 0     | 0     | 0        | 0     | 0     | 3     | 0     | 0     | 10    | 0        | .182  | .280     | .273     | .553  |
| 2016      | DET        | 31    | 100   | 94    | 9     | 24    | 4        | 2        | 5        | 47    | 11    | 0     | 1        | 0     | 1     | 5     | 0     | 0     | 38    | 0        | .255  | .290     | .500     | .790  |
| 2018      | 中日       | 46    | 101   | 93    | 5     | 28    | 4        | 0        | 3        | 41    | 16    | 0     | 1        | 0     | 1     | 6     | 1     | 1     | 25    | 1        | .301  | .347     | .441     | .787  |
| 2019      | 中日       | 7     | 22    | 22    | 1     | 5     | 0        | 0        | 1        | 8     | 3     | 0     | 0        | 0     | 0     | 0     | 0     | 0     | 7     | 0        | .227  | .227     | .364     | .591  |
| 2019      | オリックス | 64    | 255   | 242   | 24    | 59    | 7        | 0        | 10       | 96    | 35    | 0     | 0        | 0     | 1     | 10    | 0     | 2     | 59    | 7        | .244  | .278     | .397     | .675  |
| '19計     | オリックス | 71    | 277   | 264   | 25    | 64    | 7        | 0        | 11       | 104   | 38    | 0     | 0        | 0     | 1     | 10    | 0     | 2     | 66    | 7        | .242  | .278     | .394     | .672  |
| 2020      | オリックス | 46    | 176   | 164   | 20    | 45    | 8        | 2        | 12       | 93    | 38    | 0     | 0        | 0     | 0     | 11    | 1     | 1     | 33    | 7        | .274  | .324     | .567     | .891  |
| 2021      | オリックス | 106   | 375   | 354   | 26    | 81    | 10       | 1        | 13       | 132   | 47    | 1     | 0        | 0     | 4     | 17    | 3     | 0     | 81    | 11       | .229  | .261     | .373     | .634  |
| 2024      | 台鋼       | 115   | 493   | 432   | 71    | 127   | 24       | 2        | 30       | 245   | 99    | 1     | 1        | 0     | 7     | 51    | 9     | 3     | 100   | 4        | .294  | .367     | .567     | .934  |
| MLB：3年  | MLB：3年   | 51    | 133   | 124   | 12    | 31    | 4        | 3        | 5        | 56    | 11    | 0     | 1        | 0     | 1     | 8     | 0     | 0     | 50    | 0        | .250  | .293     | .452     | .745  |
| NPB：4年  | NPB：4年   | 269   | 929   | 875   | 76    | 218   | 29       | 3        | 39       | 370   | 139   | 1     | 1        | 0     | 6     | 44    | 5     | 4     | 205   | 26       | .249  | .286     | .423     | .709  |
| CPBL：1年 | CPBL：1年  | 115   | 493   | 432   | 71    | 127   | 24       | 2        | 30       | 245   | 99    | 1     | 1        | 0     | 7     | 51    | 9     | 3     | 100   | 4        | .294  | .367     | .567     | .934  |

- 各年度の太字はリーグ最高
- 2024年度シーズン終了時

### 年度別守備成績
| 年 度 | 球 団      | 一塁  | 一塁  | 一塁  | 一塁  | 一塁  | 一塁     | 左翼（LF） | 左翼（LF） | 左翼（LF） | 左翼（LF） | 左翼（LF） | 左翼（LF） | 右翼（RF） | 右翼（RF） | 右翼（RF） | 右翼（RF） | 右翼（RF） | 右翼（RF） | 外野  | 外野  | 外野  | 外野  | 外野  | 外野     |
| 年 度 | 球 団      | 試 合 | 刺 殺 | 補 殺 | 失 策 | 併 殺 | 守 備 率 | 試 合      | 刺 殺      | 補 殺      | 失 策      | 併 殺      | 守 備 率   | 試 合      | 刺 殺      | 補 殺      | 失 策      | 併 殺      | 守 備 率   | 試 合 | 刺 殺 | 補 殺 | 失 策 | 併 殺 | 守 備 率 |
| ----- | ---------- | ----- | ----- | ----- | ----- | ----- | -------- | ---------- | ---------- | ---------- | ---------- | ---------- | ---------- | ---------- | ---------- | ---------- | ---------- | ---------- | ---------- | ----- | ----- | ----- | ----- | ----- | -------- |
| 2014  | DET        | -     | -     | -     | -     | -     | -        | -          | -          | -          | -          | -          | -          | 5          | 0          | 0          | 0          | 0          | .---       | -     | -     | -     | -     | -     | -        |
| 2015  | DET        | -     | -     | -     | -     | -     | -        | 2          | 8          | 1          | 0          | 0          | 1.000      | 5          | 4          | 1          | 0          | 1          | 1.000      | -     | -     | -     | -     | -     | -        |
| 2016  | DET        | -     | -     | -     | -     | -     | -        | 8          | 11         | 1          | 1          | 0          | .923       | 18         | 27         | 3          | 2          | 2          | .938       | -     | -     | -     | -     | -     | -        |
| 2018  | 中日       | 7     | 58    | 2     | 2     | 4     | .968     | -          | -          | -          | -          | -          | -          | -          | -          | -          | -          | -          | -          | 16    | 14    | 1     | 1     | 0     | .938     |
| 2019  | 中日       | -     | -     | -     | -     | -     | -        | -          | -          | -          | -          | -          | -          | -          | -          | -          | -          | -          | -          | 6     | 6     | 0     | 0     | 0     | 1.000    |
| 2019  | オリックス | 56    | 413   | 25    | 5     | 41    | .989     | -          | -          | -          | -          | -          | -          | -          | -          | -          | -          | -          | -          | 1     | 2     | 0     | 0     | 0     | 1.000    |
| '19計 | オリックス | 56    | 413   | 25    | 5     | 41    | .989     | -          | -          | -          | -          | -          | -          | -          | -          | -          | -          | -          | -          | 7     | 8     | 0     | 0     | 0     | 1.000    |
| 2020  | オリックス | 36    | 274   | 20    | 1     | 21    | .997     | -          | -          | -          | -          | -          | -          | -          | -          | -          | -          | -          | -          | -     | -     | -     | -     | -     | -        |
| 2021  | オリックス | 47    | 347   | 21    | 2     | 33    | .995     | -          | -          | -          | -          | -          | -          | -          | -          | -          | -          | -          | -          | -     | -     | -     | -     | -     | -        |
| 2024  | 台鋼       | 30    | 232   | 14    | 9     | 25    | .965     | -          | -          | -          | -          | -          | -          | -          | -          | -          | -          | -          | -          | -     | -     | -     | -     | -     | -        |
| MLB   | MLB        | -     | -     | -     | -     | -     | -        | 10         | 19         | 2          | 1          | 0          | .955       | 28         | 31         | 4          | 2          | 3          | .946       | -     | -     | -     | -     | -     | -        |
| NPB   | NPB        | 146   | 1092  | 68    | 10    | 99    | .991     | -          | -          | -          | -          | -          | -          | -          | -          | -          | -          | -          | -          | 23    | 22    | 1     | 1     | 0     | .958     |
| CPBL  | CPBL       | 30    | 232   | 14    | 9     | 25    | .965     | -          | -          | -          | -          | -          | -          | -          | -          | -          | -          | -          | -          | -     | -     | -     | -     | -     | -        |

- 2024年度シーズン終了時

### タイトル
CPBL
- 本塁打王：1回（2024年）
- 打点王：1回（2024年）

### 表彰
CPBL
- ベストナイン：1回（指名打者部門：2024年）

### 記録
NPB
初記録
- 初出場、初先発出場：2018年4月20日、対広島東洋カープ4回戦（ナゴヤドーム）、4番・一塁手として先発出場
- 初打席：同上、1回裏に野村祐輔から二塁ゴロ
- 初安打、初打点：同上、3回裏に野村祐輔から右前適時安打
- 初本塁打：2018年4月21日、対広島東洋カープ5回戦（ナゴヤドーム）、8回裏にジェイ・ジャクソンから右越ソロ
- 初盗塁：2021年9月25日、対東北楽天ゴールデンイーグルス21回戦（京セラドーム大阪）、6回裏に二盗（投手：鈴木翔天、捕手：炭谷銀仁朗）

その他の記録
- 同一シーズン2球団で本塁打：2019年 ※史上5人目

日本シリーズにおける記録
- 初打席本塁打：2021年11月20日、対東京ヤクルトスワローズ（京セラドーム大阪）、7回裏に代打で出場、奥川恭伸から右中間越ソロ ※史上15人目、代打では史上4人目[44]
- 代打で3安打・代打で3打席連続安打：2021年 ※史上3人目となるタイ記録[31]

### 背番号
- 33（2014年 - 2016年）
- 44（2018年 - 2019年7月1日）
- 1（2019年7月2日 - 2021年）
- 94（2024年 - ）

### 登場曲
- 「The Time Is Now」John Cena（2021年）